# Bourg-Charente
Bourg-Charente är en kommun i departementet Charente i regionen Nouvelle-Aquitaine i västra Frankrike. Kommunen ligger  i kantonen Segonzac som ligger i arrondissementet Cognac. År 2022 hade Bourg-Charente 885 invånare.

## Befolkningsutveckling
Antalet invånare i kommunen Bourg-Charente
Referens:INSEE